# Ishtiaq Ahmed
Ishtiaq Ahmed (Sheikhupura, 20 december 1962) is een hockeyer uit Pakistan. 
Ahmed won met de Pakistaanse ploeg de gouden medaille tijdens de Olympische Spelen 1984 in het Amerikaanse Los Angeles. 
Vier jaar later tijdens de Olympische Spelen 1988 in Seoel eindigde het Pakistaanse elftal als vijfde.

## Erelijst
- 1982 –  Aziatische Spelen in New Delhi
- 1982 - 4e Champions Trophy mannen in Amstelveen
- 1984 –  Olympische Spelen in Los Angeles
- 1986 –  Aziatische Spelen in Seoel
- 1988 – 5e Olympische Spelen in Seoel